# Абугалиев, Изтелеу Абугалиевич
Изтелеу Абугалиевич Абугалиев (каз. Ізтілеу Әбуғалиұлы Әбуғалиев; 16 декабря 1930 — 28 октября 2004) — советский и казахстанский учёный в области земледелия, растениеводства и селекции сельскохозяйственных культур. Доктор сельскохозяйственных наук (1976), академик Национальной академии наук Казахстана (1994), член-корреспондент ВАСХНИЛ (1978), заслуженный деятель науки Казахстана (1984), профессор (1988).

## Биография
Изтелеу Абугалиев родился 16 декабря 1930 года в колхозе Жасталап Жангалинского района Западно-Казахстанской области. В 1953 году окончил Казахский государственный университет им. С. М. Кирова. С 1956 по 1959 год работал в Институте ботаники Академии наук Казахской ССР. Большая часть трудовой деятельности Изтелеу Абугалиева связана с Казахским НИИ земледелия им. В. Р. Вильямса. Сначала он работал там старшим научным сотрудником, 1959 по 1967 год — заведующий отделом, в 1967–1975 годах — заместителем директора. С 1975 по 1995 год Абугалиев был директором Казахского НИИ земледелия им. В. Р. Вильямса.
Принимал участие в разработке систем богарного, неполивного, горного, орошаемого земледелия. Абугалиев опубликовал более 260 научных работ, в том числе 10 монографий. Награждён двумя орденами Трудового Красного Знамени, орденом «Знак Почёта».

## Сочинения
- Селекция и семеноводство сахарной свёклы, А.-А., 1976;
- Справочник по семеноводству сахарной свёклы, А.-А., 1981;
- Производство и обеспечение населения продовольственным и промышленным сырьём растениеводческой продукции: Концептуальная программа развития АПК РК на 1993—95 и до 2000, А., 1994.